# Phare de Contis
Der Phare de Contis (deutsch Leuchtturm von Contis) befindet sich im Seebad Contis-Plage, der französischen Gemeinde Saint-Julien-en-Born. Der Leuchtturm ist eine Navigationshilfe für Schiffe und Boote sowie eine Landmarke und bedeutendes Wahrzeichen.
Der Leuchtturm steht unter Denkmalschutz und wurde als Monument historique in der Base Mérimée des französischen Kulturministeriums unter der Nr. PA40000073 seit dem 6. November 2009 geführt.

## Geschichte
Bis 1790 diente der größere der beiden Glockentürme der Kirche Sainte-Marie in Mimizan als Landmarke, die die Tagesnavigation in diesem Teil des Golfs von Biskaya erleichterte. Zu diesem Zeitpunkt stürzte er aufgrund von Baufälligkeit und mangelnder Wartung ein. Erst 1856 beschloss die Kommission für Leuchttürme und Leuchtfeuer unter der Herrschaft von Napoleon III., die Navigationsanlagen in diesem Sektor durch den Bau eines neuen Leuchtturms zu ergänzen. Der Standort Contis wurde dem Standort Mimizan vorgezogen, da er sich in gleicher Entfernung zu Biarritz und Arcachon befand. Einziger Nachteil war, dass die für den Standort gewählte Düne niedriger war. Zur Gewährleistung der Stabilität musste ein großer Turm mit breitem Durchmesser errichtet werden, dessen Kosten auf 160.000 Francs geschätzt wurden.
Im Januar 1860 stellte der Ingenieur Frédéric Ritter (1819–1893) die Pläne fertig, und am 18. Mai desselben Jahres trat das kaiserliche Dekret über die Durchführung der Arbeiten in Kraft und gab das Budget frei. Das Projekt für den Leuchtturm von Contis wurde zusammen mit den Projekten der Leuchttürme für Triagoz, Créac'h, Pointe de Grave, Coubre, Vallières, den beiden Leuchttürme von Hourtin, Grand Rouveau und Alistro für insgesamt 1.871.000 Francs verabschiedet.
1861 gewann das Unternehmen Barsacq aus Bidart den Zuschlag für 172.000 Francs und begann unter der Leitung des Ingenieurs Jules Marie Pairier (1813–1897) mit den Arbeiten auf einem 100 Hektar großen Gelände, das von der Dünenbehörde zur Verfügung gestellt wurde. Diese Fläche wurde 1927 auf 3 Hektar verkleinert. Die Bauarbeiten begannen schwierig und verzögerten sich, da nicht genügend Arbeitskräfte zur Verfügung standen und technische Schwierigkeiten auftraten.
Der Bau geriet ins Stocken. Insbesondere die 11,60 Meter hohe Düne, auf der das Bauwerk errichtet wurde, stellte ein Hindernis dar und wurde im selben Jahr fertiggestellt.
Eine gusseiserne Wendeltreppe mit 146 Stufen und zwei Leitern mit 14 und 18 Stufen, die in Paris von der Firma Rigolet gebaut wurden, ermöglichen den Zugang zur Laterne und wurden ab August 1863 installiert. Im September 1863 wurde die Laterne installiert. Das optische Gerät wurde 1833 von der Pariser Firma Henry-Lepaute ursprünglich für den Leuchtturm von Biarritz hergestellt, von wo es abgebaut und durch ein neues ersetzt wurde. Die Laterne hat einen Durchmesser von 3,50 m und 16 Seiten, ursprünglich mit einer bemerkenswerten Reichweite von 80 km.
Alle Arbeiten, einschließlich der Wohngebäude der Wärter, waren im Dezember 1863 abgeschlossen und der Leuchtturm wurde in der Nacht vom 19. zum 20. Dezember 1863 in Betrieb genommen. 1873 und 1909 traten durch Erdbeben mehrere Schäden am Bauwerk und der Technik auf, die ab 1928 durch Modernisierungen und 1933 durch Elektrifizierung behoben wurden.
Während des Zweiten Weltkriegs, war der Leuchtturm zeitweise abgeschaltet. Am 21. August 1944 sprengte das deutsche Militär bei ihrem Rückzug die Kuppel. Dabei wurden weitere Teile des Turms beschädigt. Am 22. Juni 1945 wird wieder ein provisorisches Leuchtfeuer aufgestellt. Ein Unternehmer aus Saint-Julien-en-Born, Gabriel Brouste, führte ab Oktober 1948 die Instandsetzungsarbeiten durch. Der Leuchtturm wurde 1949 mit der ursprünglichen Kennung wieder in Betrieb genommen.

## Beschreibung
Der Leuchtturm von Contis ist der einzige Leuchtturm im französischen Département Landes. Er wurde zwischen dem Leuchtturm von Cap-Ferret (Gironde) im Norden und dem Leuchtturm von Biarritz (Pyrénées-Atlantiques) im Süden errichtet und 1863 in Betrieb genommen. Mit einer Höhe von 41,5 Metern erhebt er sich auf einer abgeflachten Düne 11,60 Meter über dem Meeresspiegel und 860 Meter von der Küste entfernt. Die Turmhöhe beträgt 39 m.
Es ist mit einer Optik mit vier Paneelen und einer Brennweite von 0,30 Metern ausgestattet, die auf einem Quecksilberbehälter ruht, der von Motoren angetrieben wird. Die hohe Dichte des Quecksilbers ermöglicht es, das Gewicht der rotierenden Einheit zu tragen und sie während der Rotation vollkommen horizontal zu halten. Die elektrischen Geräte werden von Bayonne aus ferngesteuert. Der Leuchtturm dient außerdem als Funkrelais, als Relais für Funknavigations- und Telekommunikationssysteme und ermöglicht insbesondere Anrufe von der Küste aus.
Seine Originalität verdankt er zwei schwarzen spiralförmige Markierungen die 1937 im amerikanischen Barber-Pole-Stil (siehe Leuchtturm Kap Hatteras od. St. Augustin) aufgebracht wurden, um als Orientierungspunkt für die Seeschifffahrt, d. h. als Navigationsmarkierung bei Tag, zu dienen.
Historische Ansichten des alten Leuchtturms in Contis-les-Bains zeigt Michel Forand auf seinem Fotostream und Klaus Hülse.

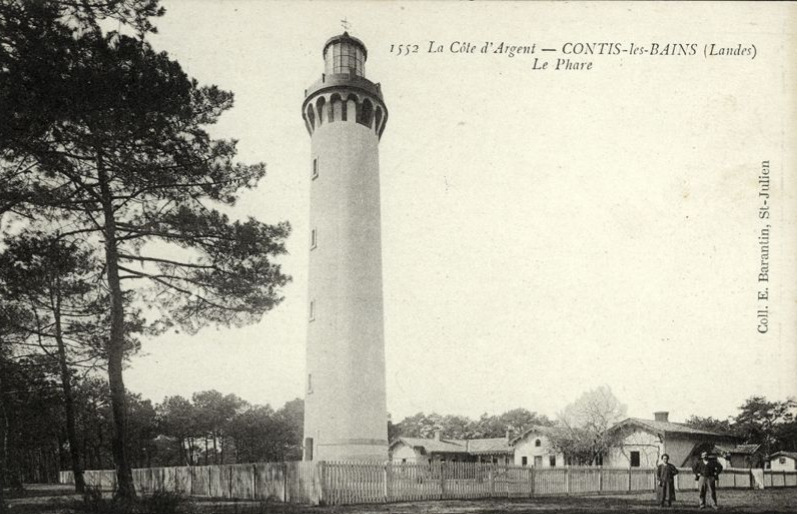
Hist. Foto von 1920

## Besichtigung
Im Jahr 1999 wurde der Leuchtturm vollständig automatisiert und die letzten beiden Leuchtturmwärter, die noch in der Dienstwohnung wohnten, verließen die Maison des Gardiens du phare de Contis. In den gesamten 135 Jahren wechselten sich mehr als 30 Wärter ab. Der letzte von ihnen, Gilles Bodin, hat ein kleines Museum eingerichtet, das durch die Patenschaft des Einhand-Segler und Künstler, Titouan Lamazou, mitgetragen wird.